# Cattleya mantiqueirae
La Cattleya mantiqueirae es una especie de orquídea epifita  que pertenece al género de las Cattleya.  

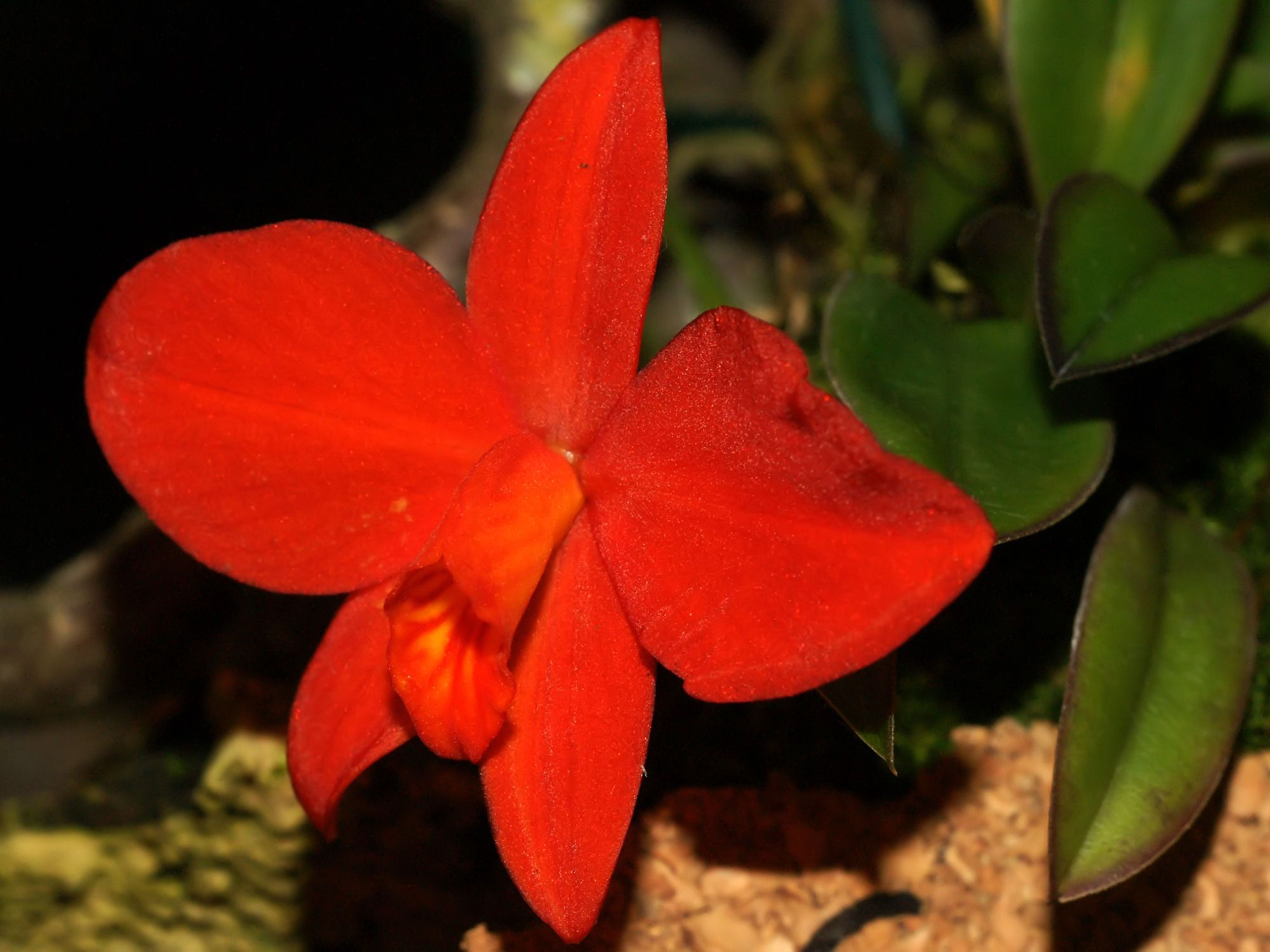
Detalle de la flor

## Descripción
Es una orquídea de tamaño pequeño, con hábitos de epifita y con  pseudobulbos cortos, gordos y que llevan hojas ovaladas y curvadas, de color rojizo teñido en el envés. Florece en el verano en una sola y corta inflorescencia termninal.

## Distribución
Es originaria del sureste y el sur de Brasil donde se encuentra en árboles jóvenes cubiertos de musgo o liquen en quebradas de arroyos y sobre las crestas en las elevaciones de 1200 a 1890 metros.  

## Taxonomía
Cattleya mantiqueirae fue descrita por (Fowlie) Van den Berg   y publicado en Neodiversity: A Journal of Neotropical Biodiversity 3: 9. 2008.
Etimología
Cattleya: nombre genérico otorgado en honor de William Cattley orquideólogo aficionado inglés,
mantiqueirae: epíteto geográfico que alude a su localización en la Sierra de la Mantiqueira.
Sinonimia
- Hadrolaelia mantiqueirae (Fowlie) Chiron & V.P.Castro
- Sophronitis coccinea subsp. mantiqueirae Fowlie
- Sophronitis mantiqueirae (Fowlie) Fowlie[5][6]